# Mathilde Quednow
Mathilde Quednow geborene von Hüser (* 21. November 1820 in Berlin; † 4. Februar 1900 in Biebrich) war eine deutsche Schriftstellerin.

## Leben
Ihr Vater war preußischer Offizier. Sie verbrachte Kindheit und Jugend in verschiedenen Städten, wohin ihr Vater versetzt wurde. In Berlin heiratete sie 1854 den Oberst Albert Quednow und zog mit ihm nach Bonn. Ihr Mann starb 1873. Sie verbrachte anschließend ein Jahr in Italien und lebte dann wieder in Bonn. Im Jahr 1895 zog sie in ein Damenstift in Biebrich, wo sie im Alter von 79 Jahren gestorben ist.

## Werke
- Eine Sommerreise. Erzählung. Duncker, Berlin 1852.
- Afra Veit, oder: Eine Zeit der Kämpfe. Roman von der Verfasserin der ‚Sommerreise‘. Schindler, Berlin 1854.[1] (Digitalisat Band 1), (Band 2)
- Die Regenbogenbrücke. Zwei Märchen. Von der Verfasserin der ‚Sommerreise‘. Berlin 1857.
- Weihnachtsgeister. Dichtung und Wahrheit. Brunn, Münster 1865. (Digitalisat)
- Am Ufer. Gesammelte Novellen. Brunn, Münster 1865. (Digitalisat)
- Dornrose. Roman. 4 Bände. Friedrichs, Elberfeld 1870. (Digitalisat Band 2), (Band 3), (Band 4)
- Kämpfe und Siege. Ein Lebensbild aus der jüngsten Vergangenheit. 2 Theile. Velhagen & Klasing, Bielefeld 1873.
- Blumenkäthchen. Hauptverein für christliche Erbauungsschriften, Berlin 1873. (Rezension)
- Heinrich und Gertrud oder Gottes Wege sind wunderbar. Eine Erzählung. Hauptverein für christliche Erbauungsschriften, Berlin 1876.
- Denkwürdigkeiten aus dem Leben des General von Hüser. Größtenteils nach dessen hinterlassenen Papieren. Reimer, Berlin 1877. (Digitalisat)
- Dorina. Roman. Risel, Hagen 1882,
- Filippo Strozzi. Historischer Roman. Perthes, Gotha 1884.
- Harte Zeiten. Historische Erzählung aus den Tagen des grossen Königs. Perthes, Gotha 1887.
- Säen und Ernten. Roman in 2 Abtheilungen. Deichert, Leipzig 1890.
- Markgraf Otto mit dem Pfeil. Poetische Erzählung. Perthes, Gotha 1891.